# Tây Ukraina
Tây Ukraina (tiếng Ukraina: Західна Україна) là một thuật ngữ địa lý và lịch sử tương đối được dùng để chỉ các vùng lãnh thổ phía tây của Ukraina. Thành phố lớn nhất là Lviv (72,5 vạn dân).
Tây Ukraine không phải là một vùng hành chính trong Ukraina. Nó được định nghĩa chủ yếu trong bối cảnh lịch sử châu Âu liên quan đến các cuộc chiến tranh trong thế kỷ 20 và thời kỳ các cuộc thôn tính tiếp theo. Biên giới chính quyền oblast hiện nay gần như hoàn toàn phù hợp với các đơn vị hành chính của Cộng hòa Ba Lan đệ nhị trước khi Liên Xô giành lại vào năm 1939. Lúc bắt đầu Chiến tranh thế giới thứ hai khu vực được sáp nhập vào Cộng hòa Xã hội chủ nghĩa Xô viết Ukraina (УРСР) sau cuộc bầu cử giả tạo ra sự đồng ý của công chúng đối với việc chuyển nhượng vùng đất từ Ba Lan bị chiếm đóng sang Liên Xô ngày 22 tháng 10 năm 1939, Bối cảnh lịch sử của nó làm cho Tây Ukraina độc đáo khác với phần còn lại của đất nước và góp phần làm cho vùng này ngày nay có đặc điểm riêng biệt.

## Lịch sử

### Thời kỳ giữa chiến tranh và Thế chiến II
Sau thất bại của Cộng hòa Nhân dân Ukraina (1918) trong Chiến tranh Xô viết Ukraina, năm 1921, Tây Ukraina đã bị chia cắt bởi Hiệp ước Riga giữa Ba Lan, Tiệp Khắc, Hungary và Nga Xô viết thay mặt cho Belarus Xô viết và Cộng hòa Xã hội chủ nghĩa Xô viết Ukraina với thủ đô Kharkov. Liên Xô đã giành quyền kiểm soát toàn bộ lãnh thổ Cộng hòa Nhân dân Ukraina tồn tại trong thời gian ngắn ở phía đông biên giới với Ba Lan. Trong thời kỳ giữa chiến tranh hầu hết lãnh thổ của Tây Ukraina ngày nay thuộc về Đệ nhị Cộng hòa Ba Lan. Các lãnh thổ như Bukovina và Carpatho-Ukraina lần lượt thuộc về România và Tiệp Khắc.
Khi bắt đầu Chiến dịch Barbarossa của Đức Quốc xã, khu vực này đã trở thành một phần của Đế chế thứ ba vào năm 1941. Nửa phía nam của Tây Ukraina được sáp nhập vào nửa thuộc địa Distrikt Galizien (Quận Galicia) được thành lập vào ngày 1 tháng 8 năm 1941 (Tài liệu số 1997-PS ngày 17 tháng 7 năm 1941 bởi Adolf Hitler) với trụ sở tại Chełm Lubelski, giáp ranh  quận của Chính phủ General ở phía tây.  Phần phía bắc (Volhynia) được giao cho Reichskommissariat Ukraina được thành lập vào tháng 9 năm 1941. Đáng chú ý, Quận Galicia là một đơn vị hành chính riêng biệt từ Reichskommissariat Ukraina thực sự có thủ đô ở Rivne. Họ không kết nối với nhau về mặt chính trị. Bukovina được kiểm soát bởi Vương quốc România thân Đức. Sau thất bại của Đức trong Thế chiến II, tháng 5 năm 1945, Liên Xô đã sáp nhập tất cả các lãnh thổ của miền Tây Ukraina hiện tại vào Ukraina Xô viết.
Tây Ukraina bao gồm các vùng đất như Zakarpattia (Kárpátalja), Volyn, Halychyna (Prykarpattia, Pokuttia, Pokuttia, Polissia và Podillia. Lưu ý rằng đôi khi khu vực Khmelnytsky được coi là một phần của miền trung Ukraine vì phần lớn nằm ở phía tây Podillya.
Lịch sử của Tây Ukraina gắn liền với lịch sử của những vùng đất sau:
- Miền Đông Bukovina: khu vực lịch sử Trung Âu này được sử dụng chính thức từ năm 1775 và được kiểm soát bởi Vương quốc România sau Thế chiến I và chủ yếu được nhượng lại cho Liên Xô bởi Hiệp ước hòa bình Paris, 1947.
- Đông Galicia (tiếng Ukraina: Halychyna): từng là một vương quốc nhỏ với Lodomeria (1914), tỉnh của Đế quốc Áo cho đến khi giải thể Áo-Hung năm 1918.
- Ruthenia Đỏ: từ thời trung cổ ở khu vực ngày nay gọi là Đông Galicia.
- Cộng hòa Nhân dân Tây Ukraina: tuyên bố vào cuối năm 1918 cho đến đầu năm 1919 và tuyên bố là một nửa Galicia với cư dân chủ yếu là thành phố Ba Lan (ý nghĩa lịch sử).
- Carpatho-Ukraina: là khu vực thuộc Tiệp Khắc (1939) dưới sự kiểm soát của Hungary cho đến khi Đức Quốc xã chiếm đóng năm 1944.
- Chính phủ General của Galicia và Bukovina: bị bắt từ Áo-Hung trong Thế chiến thứ nhất.
- Ținutul Suceava (Vương quốc România)
- Volhynia: khu vực lịch sử nằm ở phía bắc Ba Lan, Ukraina và Belarus. Tên thay thế cho khu vực ngày nay là Lodomeria sau thành phố Volodymyr-Volynsky.
- Zakarpattia hoặc Carpathian Ruthenia: hiện tại ở tỉnh Zakarpattia thuộc miền tây Ukraina.

## Tôn giáo
Tôn giáo ở miền tây Ukraina (2016) 
Theo một cuộc khảo sát năm 2016 về tôn giáo ở Ukraine do Trung tâm Razumkov tổ chức, khoảng 93% dân số tây Ukraina là tín đồ, trong khi 0,9% nói mình là những người không theo đạo và 0,2% nói mình theo chủ nghĩa vô thần.
Trong tổng dân số, 97,7% tuyên bố là Kitô hữu (57,0% Chính thống phương Đông, 30,9% thành viên của Giáo hội Công giáo Hy Lạp Ukraina, 4,3% đơn giản là Kitô hữu, 3,9% thành viên của các nhà thờ Tin lành khác nhau và 1,6% Công giáo Nghi thức Latinh), nhiều hơn so với tất cả các khu vực khác của Ukraina, trong khi 0,2% là người Do Thái. Những người không theo đạo và những tín đồ khác không đồng nhất với bất kỳ tổ chức tôn giáo lớn nào được liệt kê chiếm khoảng 2,1% dân số.